# Rémanent de supernova
 (août 2015).
Si vous disposez d'ouvrages ou d'articles de référence ou si vous connaissez des sites web de qualité traitant du thème abordé ici, merci de compléter l'article en donnant les références utiles à sa vérifiabilité et en les liant à la section « Notes et références ».

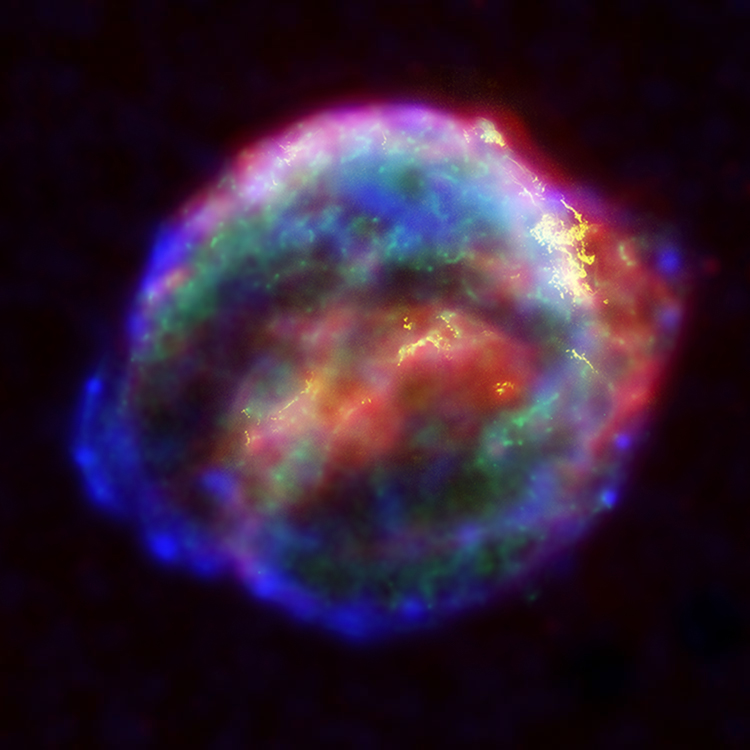
Le rémanent de SN 1604 (supernova de Kepler). Image composite prise par les télescopes spatiaux Spitzer (infrarouge), Hubble (lumière visible) et Chandra (rayons X).

Un rémanent de supernova est la matière éjectée lors de l'explosion d'une étoile en supernova. Il existe deux voies possibles qui aboutissent à la création d'un rémanent :
- une étoile massive cessant de générer de l'énergie par l'intermédiaire de la fusion nucléaire dans son cœur, et finissant par s'effondrer sous l'effet de sa propre pesanteur. On parle de supernova à effondrement de cœur, au centre duquel se trouve un résidu compact (étoile à neutrons ou trou noir). Alors que l'étoile massive fait plus de huit masses solaires, le résidu compact fait de l'ordre de 1,5 masse solaire ;
- une naine blanche ayant accumulé assez de matière provenant d'une étoile voisine ou entrant en collision avec celle-ci pour atteindre la masse critique qui engendre une explosion thermonucléaire. On parle de supernova thermonucléaire. Dans le cas où il y a accrétion de matière et non collision, l'étoile compagnon peut éventuellement survivre à l'explosion. L'étoile qui explose est en revanche totalement détruite, sans laisser de résidu compact derrière elle.

## Historique
La première supernova observée depuis l'invention du télescope date de 1885, dans la galaxie d'Andromède (SN 1885A). L'étude des rémanents de supernovas date en revanche du début du XXe siècle. C'est d'abord en 1921 que Knut Lundmark mentionne le fait que l'« étoile invitée » observée par les astronomes chinois en l'an 1054 est probablement une « nova » (à l'époque, le terme de supernova, et plus généralement la nature des phénomènes de nova et de supernova, ne sont pas connues). En 1928, Edwin Hubble est le premier à associer la nébuleuse du Crabe (M1) comme étant le produit de l'explosion observée en 1054, sur foi de la mesure de l'expansion de la nébuleuse, compatible avec un âge d'environ 900 ans. Ce n'est cependant que dans la seconde moitié du XXe siècle, conjointement avec la compréhension du mécanisme de supernova et le développement de la radioastronomie, que se développe l'étude des rémanents de supernova. C'est ainsi que dans les années 1950 peut être identifié le rémanent associé à la supernova historique SN 1572, par Robert Hanbury Brown et Cyril Hazard de l'Observatoire de Jodrell Bank. Vers la fin des années 1950, plusieurs sources radio dont la contrepartie optique était connue (par exemple IC 443 et les Dentelles du Cygne) peuvent ainsi être identifiées comme des rémanents de supernovas.

## Désignation des rémanents de supernova
Les rémanents sont aujourd'hui systématiquement catalogués avec le symbole SNR (pour l'anglais SuperNova Remnant), suivi de ses coordonnées galactiques. Divers autres noms sont attribués à certains rémanents, en particulier pour ceux qui sont détectés avant d'être identifiés comme tels.

## Types de rémanents
On classifie les rémanents en deux principaux types, dits en coquille ou pleins. Les premiers s'avèrent significativement plus nombreux que les seconds, mais ceci peut en partie être le résultat d'effets de sélection dans la recherche de rémanents. Certains rémanents possèdent des propriétés des deux classes et sont dits composites. D'autres rémanents, enfin, ne sont pas facilement catégorisables car présentant des propriétés atypiques. C'est par exemple le cas de SNR G069.0+02.7 (aussi appelé CTB 80) ou SNR G039.7-02.0 (en) (ou W50).

### Coquilles
Les rémanents dits en coquille présentent une zone d'émission plus ou moins circulaire localisée à une certaine distance du centre du rémanent, plus sombre. Les rémanents des trois supernovas historiques SN 1604, SN 1572 et SN 1006 sont par exemple dans ce cas. Des rémanents plus âgés présentent aussi ces caractéristiques, mais sont moins réguliers, comme les Dentelles du Cygne ou IC 443. L'irrégularité croissante des rémanents à mesure que le temps passe reflète pour partie l'hétérogénéité du milieu interstellaire dans lequel ils se propagent. Dans le domaine des ondes radio, les rémanents en coquille présentent une densité de flux S qui varie en loi de puissance en fonction de la fréquence ν, c'est-à-dire selon une loi du type {\displaystyle S(\nu )\propto \nu ^{-\alpha }}. L'exposant α est appelé indice spectral. Cet indice spectral est de l'ordre de 0,5, et peut être plus élevé (0,6-0,8) pour des rémanents jeunes. Cette émission radio est polarisée et le résultat d'un rayonnement synchrotron de particules relativistes se déplaçant le long des lignes de champ magnétique. En plus de ce rayonnement synchrotron, certains rémanents présentent une émission thermique dans le domaine visible ou plus fréquemment celui des rayons X. Certains rémanents présentent en plus une émission non thermique en X et/ou en gamma, qui (comme en radio) trace une population de particules énergétiques.

### Nébuleuse de vent de pulsar

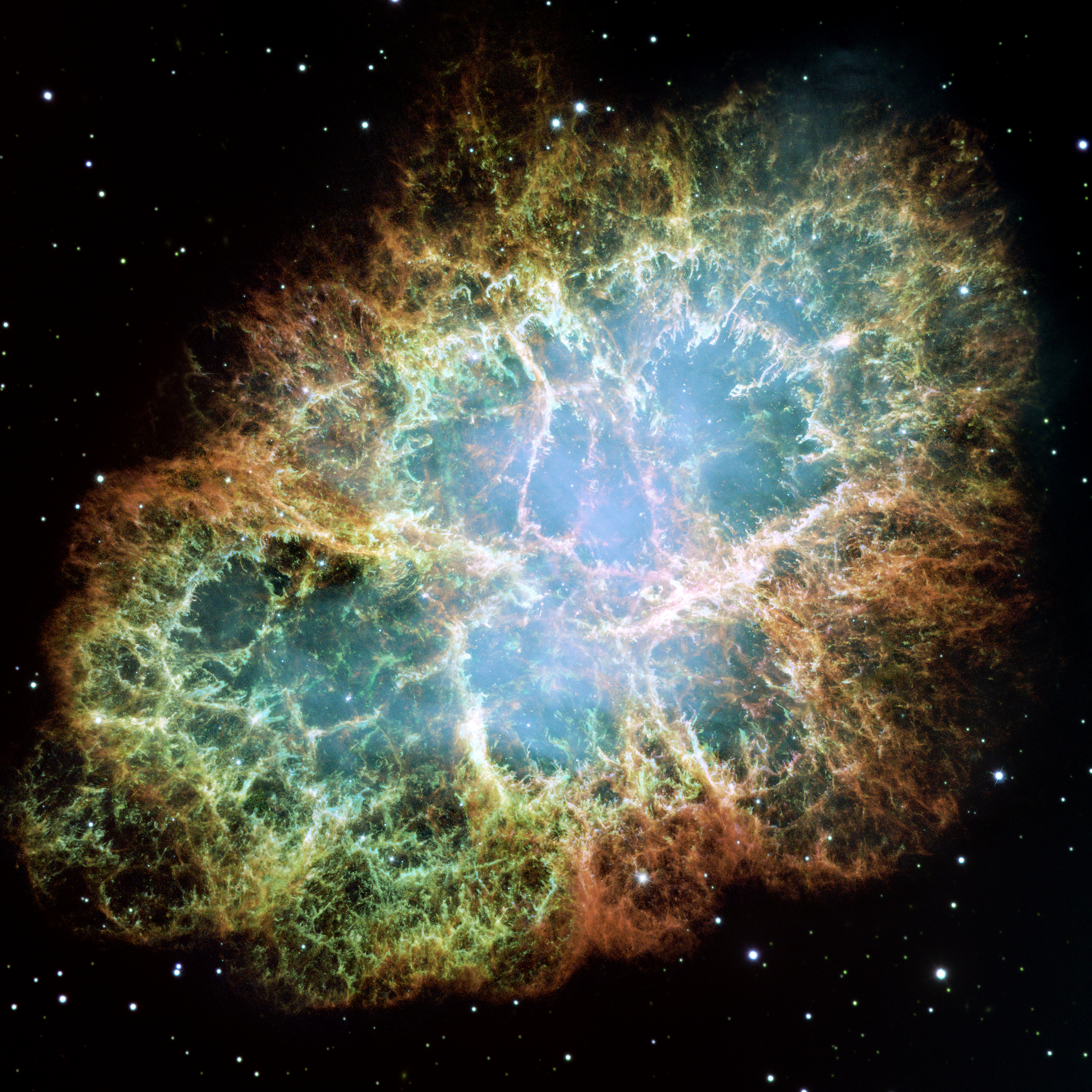
La nébuleuse du Crabe, rémanent issu de la supernova historique SN 1054 est un exemple de nébuleuse de vent de pulsar, dont la source d'énergie est le pulsar du Crabe.

Les rémanents « pleins », aussi dits « nébuleuse de vent de pulsar », ou « de type Crabe » (pour nébuleuse du Crabe) présentent une émission centrale plus marquée que sur les bords. L'exemple le plus connu de ces rémanents est la nébuleuse du Crabe, mais celle-ci présente certains aspects atypiques, aussi le terme de « type Crabe » est-il déconseillé car il peut y avoir confusion entre les caractéristiques spécifiques de cette nébuleuse et celles des autres nébuleuses de vent de pulsar. L'interprétation de l'émission centrale est l'existence d'un objet compact qui injecte en continu de l'énergie dans la matière du rémanent. Un pulsar génère en effet un puissant vent relativiste et magnétisé, qui est source de rayonnement synchrotron en radio et en rayons X. La densité de flux de ces rémanents est plus plate que dans le cas des coquilles, l'indice spectral α étant en général de l'ordre de 0,1. Une telle émission se rapproche de celle que l'on trouve dans les régions HII, à ceci près que celle des régions HII est d'origine thermique alors que celle de ces rémanents est non thermique, car présentant une polarisation significative. Ces rémanents peuvent aussi présenter une émission thermique, en optique, provenant des éjectas. Mais contrairement aux rémanents à coquille, l'interaction des éjectas avec le milieu ambiant n'est pas visible.

### Composites
Les rémanents dits composites présentent des caractéristiques communes aux deux types présentés ci-dessus, avec une émission caractéristique des rémanents pleins au centre avec un indice spectral faible, et une émission plus intense en bordure présentant un indice spectral plus important. Un exemple de rémanent composite est SNR G326.3-01.8 (MSH 15-56). Vela (XYZ) le rémanent dont l'objet central est le pulsar de Vela (ou PSR B0833-45) est également classé parmi les rémanents composites.

## Population et caractéristique
On a découvert entre 300 et 400 rémanents dans la Voie lactée, ce qui correspond à l'ordre de grandeur attendu étant donné le taux de formation, la durée de vie et les effets de sélection affectant leur détection (on pense qu'il y en a un millier au total dans toute la galaxie). En 2002, l'on compte 84 % de rémanents en coquilles, 4 % de nébuleuses de vent de pulsar et 12 % de composites[réf. nécessaire]. Ces rapports d'abondance sont assez différents de ceux des supernovas thermonucléaires par rapport à celles à effondrement de cœur, ce qui montre qu'il n'est pas possible de faire une assimilation simple entre les rémanents en coquilles et ceux issus d'événements laissant derrière eux un résidu compact. La prééminence des rémanents en coquille est probablement due à des effets de sélection : il est plus facile d'identifier un rémanent ayant une structure en coquille à ceux ayant une structure pleine, ces derniers étant souvent difficiles à distinguer de régions HII de forme régulière sphérique.
En termes d'ordre de grandeur, les études des supernovas font ressortir que l'énergie communiquée à un rémanent est de l'ordre de 1044 joules, pour une masse éjectée d'une masse solaire. Cela fait une vitesse d'éjection de l'ordre de 10 000 kilomètres par seconde.

## Formation et évolution des rémanents
Les rémanents se forment à la suite de l'explosion d'une étoile en supernova. L'explosion n'est pas forcément sphérique, mais certains rémanents gardent longtemps une forme extrêmement régulière. L'influence d'une source d'énergie interne (un pulsar central) peut affecter significativement la forme et l'évolution du rémanent. Dans l'hypothèse de l'absence d'une source centrale, on distingue essentiellement quatre phases dans la vie d'un rémanent :
- Phase I, expansion libre. La matière éjectée par l'explosion l'est à une vitesse très supérieure à la vitesse de libération de l'astre. Le champ gravitationnel de celui-ci est négligeable, et la matière éjectée n'est pas affectée par celle-ci. Elle se propage ainsi à vitesse constante, emportant sur son passage la matière du milieu interstellaire. Cette phase dure tant que la quantité de matière balayée est petite par rapport à la matière éjectée. Le rayon R du rémanent croît à vitesse constante, sa valeur est proportionnelle au temps :

{\displaystyle R(t)\propto t},
la constance de proportionnalité étant la vitesse de la matière éjectée, qui se compte en milliers de kilomètres par seconde. Le taux d'expansion du rémanent donne l'inverse de son âge. En effet le taux d'expansion, {\displaystyle {\dot {R}}/R} donne directement :
{\displaystyle {\frac {\dot {R}}{R}}={\frac {v}{vt}}={\frac {1}{t}}}.
L'arrivée des éjectas dans le milieu interstellaire est responsable d'une onde de choc se propageant vers l'extérieur, ainsi que d'une onde choc réfléchie se réfléchissant vers le centre quand les éjectas commencent à décélérer (on parle dans ce cas de choc inverse ou choc en retour).
- Phase II, expansion adiabatique, dite phase de Sedov-Taylor. La masse de la matière balayée par l'explosion devient significative, voire supérieure à la matière éjectée. Cependant, le transfert de quantité de mouvement entre matière en mouvement et matière interstellaire initialement au repos se fait sans perte d'énergie, d'où le terme d'adiabatique. Le rayon du rémanent croît encore au cours du temps, mais les échanges d'énergie font que cette croissance décélère au cours du temps. Un calcul simple (voir Phase de Sedov-Taylor) donne une dépendance :

{\displaystyle R(t)\propto t^{\frac {2}{5}}},
avec une constante de proportionnalité qui ne dépend que de l'énergie dégagée lors de l'explosion et de la densité du milieu interstellaire. Historiquement, cette phase a été étudiée dans le contexte des explosions thermonucléaires atmosphérique. L'inverse du taux d'expansion est cette fois supérieur à l'âge du rémanent, puisque l'on a :
{\displaystyle {\frac {R}{\dot {R}}}={\frac {Kt^{\frac {2}{5}}}{{\frac {2}{5}}Kt^{-{\frac {3}{5}}}}}={\frac {5}{2}}t}.
- Phase III, pertes radiatives. Cette fois, l'énergie du rémanent est faible, et le choc entre le rémanent proprement dit et le milieu interstellaire provoque des pertes significatives d'énergie. L'expansion du rémanent s'en trouve ralentie, avec une loi de puissance possédant un exposant moindre que le facteur 2/5 de la phase de Sedov-Taylor. Le front avant du rémanent se voit rattrapé par les couches plus internes, moins sujettes aux pertes d'énergie, formant une distribution de matière en coquille.
- Phase IV, disparition. La densité du rémanent devient de l'ordre de celle du milieu interstellaire et l'énergie dégagée par les interactions avec le milieu interstellaire devient faible pour rayonner suffisamment. Le rémanent perd son identité et disparaît. Cela se produit quand la vitesse d'expansion du rémanent descend en dessous de quelques kilomètres par seconde.

La transition entre la phase I et la phase II se fait lorsque le volume balayé par le rémanent correspond à une masse de milieu interstellaire de l'ordre de la masse éjectée, soit une masse solaire. Avec une densité typique du milieu interstellaire de l'ordre d'un atome d'hydrogène par centimètre cube, soit une densité de 1,6 × 10−21 kg/m3, cela se produit quand le rémanent atteint un rayon de l'ordre de 0,7 × 1017 mètres, soit une petite dizaine d'années-lumière. Avec une vitesse d'expansion alors égale à la vitesse initiale de 10 000 km/s, cela correspond à un âge de quelques milliers d'années.
La phase de Sedov Taylor proprement dite dure bien plus longtemps, jusqu'à quelques centaines de milliers d'années selon les conditions du milieu environnant. Cela correspond à un facteur numérique près à la durée d'observabilité d'un rémanent, ceux-ci devenant difficilement observables quand leur énergie devient trop faible. Avec un taux de supernovæ de l'ordre de deux par siècle dans notre Galaxie, l'on s'attend donc à un nombre de rémanents de l'ordre de quelques milliers, pas forcément tous observables.
Le milieu interstellaire étant loin d'être homogène, les rémanents ne sont pas nécessairement de forme sphérique : dès qu'ils entrent dans la phase de Sedov-Taylor, la vitesse d'expansion d'une région du rémanent est reliée à la densité du milieu interstellaire de cet endroit. Les rémanents 3C 58 et la Nébuleuse du Crabe sont des exemples de rémanents non sphériques – mais il s'agit de nébuleuses de vent de pulsar, pour lesquels l’évolution est plus complexe.
La frontière entre le rémanent et le milieu interstellaire est appelée discontinuité de contact. Cette région est sujette à une instabilité dite « de Rayleigh-Taylor ». Cette instabilité génère de la turbulence à l'interface des deux régions, amplifiant le champ magnétique qui y est présent. Ce champ magnétique provoque une émission radio par rayonnement synchrotron. C'est une raison pour laquelle les rémanents en coquille présentent un maximum de luminosité radio à la frontière entre le rémanent et le milieu interstellaire, la raison principale étant l'accélération de particules à l'onde de choc. La situation inverse se produit dans les rémanents pleins, car le gros de l'émission d'énergie ne provient pas de la frontière du rémanent, mais du probable objet central (l'énergie du pulsar du Crabe correspond par exemple à près de 100 000 luminosité solaires). Dans le domaine des rayons X, l'essentiel de l'émission provient du plasma chauffé à très haute température par les ondes de choc.
En l'absence de source d'énergie centrale, l'expansion du rémanent décélère au cours du temps : la vitesse d'expansion reste constante lors de la phase I, puis décroît pendant la phase de Sedov Taylor. Dans ce cas, l'âge du rémanent est toujours inférieur à celui déduit en prenant l'inverse du taux d'expansion. En revanche, en présence d'une source centrale, l'apport d'énergie peut être suffisant pour accélérer l'expansion du rémanent. Dans ce cas, le rémanent peut être plus jeune que ce que son taux d'expansion ne suggère.

## Détection et observation
La plupart des rémanents de supernova ont d'abord été identifiés dans le domaine radio. La raison est que ceux-ci sont en général situés à proximité du plan galactique, siège d'une très forte absorption dans le domaine visible ou à plus courte longueur d'onde (rayons X entre autres). Plusieurs effets de sélection ont tendance à biaiser la détection des rémanents :
- Les rémanents de petite taille (car jeunes ou lointains) peuvent avoir une taille trop petite pour être détectables par les relevés radio. En pratique, on observe relativement peu de rémanents dont la taille est en dessous de cinq minutes d'arc, la plupart des rémanents se situant entre 10 et 30 minutes d'arc.
- Ceux avec une faible brillance de surface sont difficiles à distinguer du bruit de fond de la Galaxie. Un autre effet de sélection résulte de la couverture du ciel des relevés dans le domaine radio : la plupart se restreignent à des basses latitudes galactiques. Les rémanents issus de supernovas éloignées du plan galactique (car proches, par exemple) peuvent ainsi échapper à la détection. On observe une très nette diminution du nombre de rémanents dont la brillance de surface est en dessous de 10−21 W m−2 Hz−1 sr−1, une brillance de 10−20 W m−2 Hz−1 sr−1 étant plus typique des rémanents observés.

Des effets dus à la répartition des relevés interviennent aussi. Il existe par exemple plus de grands radiotélescopes dans l'hémisphère nord que dans l'hémisphère sud, aussi les parties du plan galactique situées à basse déclinaison sont-elles moins bien observées. À cela s'ajoute le fait que l'émission galactique est moins intense dans la direction opposée au centre galactique. Les rémanents à faible brillance de surface sont ainsi plus faciles à détecter à l'opposé du centre galactique que vers celui-ci. Les rémanents les plus brillants ont probablement déjà tous été découverts. Il est estimé qu'un rémanent aussi lumineux que la Nébuleuse du Crabe serait détecté même s'il était à l'autre bout de la Galaxie. Cependant, cela ne signifie pas que tous les rémanents jeunes ont été découverts. SNR G327.6+14.6, le rémanent de SN 1006 est d'un âge comparable à la Nébuleuse du Crabe, mais bien moins brillant. Sa détection doit surtout à sa relative proximité du Système solaire (de l'ordre de deux kiloparsecs).
Les rémanents de supernova sont aussi couramment observés en rayons X, avec des observatoires spatiaux tels que Chandra, XMM-Newton, ou Suzaku. Ces observations permettent d'analyser la composition des éjectas, et donc d'étudier la nucléosynthèse stellaire.
Depuis peu, les rémanents de supernova sont également détectables en rayons gamma, avec notamment la percée de l'observatoire HESS depuis 2004. L'observatoire de prochaine génération CTA permettra d'observer des rémanents de supernova à des énergies allant jusqu'à plus de 100 TeV. Ces observations permettent d'analyser la présence de particules énergétiques, et donc d'étudier l'origine du rayonnement cosmique galactique.